# Handcross
Handcross es una localidad situada en el condado de Sussex Occidental, en Inglaterra (Reino Unido), con una población estimada a mediados de 2016 de 1046 habitantes.
Se encuentra ubicada al sur de la región Sudeste de Inglaterra, cerca de la costa del canal de la Mancha y de la ciudad de Chichester —la capital del condado— y al sur de Londres.
Nymans Garden, 30 acres (12 hectáreas) de parques administrados por el National Trust, está ubicado junto a High Street, al igual que 20 acres (8 hectáreas) de bosques y jardines acuáticos en High Beeches Garden.